# Willebrord Snell
Pour les articles homonymes, voir Snell et Snellius.
Willebrord Snell van Royen ou Snellius (1580-1626) est un humaniste, mathématicien et physicien néerlandais, élève de Ludolph van Ceulen et de Joseph Juste Scaliger.

## Biographie

### La formation d'un intellectuel
Le père de Willebrord Snell, Rudolph Snellius (en), né en 1546 à Oudewater près de Gouda, est professeur de mathématiques à l'université de Leyde. Sa mère se prénomme Machtelt Cornelisdochter. Ils vivent (avec 22 de ses étudiants) à Pieterskerkhof. Willebrord est un enfant précoce ; ses deux autres frères sont morts jeunes, et son père lui enseigne lui-même les langues anciennes, y compris l'hébreu. Tous ses livres d'enfance sont en latin (excepté un Ramus) ou en grec. Disciple du philosophe Pierre de La Ramée, collègue du puissant et vaniteux philologue Joseph Juste Scaliger, recteur de l'université, son père pousse naturellement Willebrord vers des études de droit. Mais la passion conduit l'enfant vers les mathématiques. En 1597, le jeune Snell est pressenti pour se former auprès de Tycho Brahe. En 1599 il reçoit pour maître le mathématicien-épéiste Ludolph van Ceulen.

### Pérégrinations européennes
En 1600, se sentant à l'étroit en Zélande, Snell abandonne les Pays-Bas et part pour l'Allemagne. Il rencontre Adrien Romain à l'université de Wurtzbourg, puis il va à Prague, et rencontre Tycho Brahe, Kepler et Otho Valentinus. À la mort de Brahe, il part pour Altdorf et rencontre l'astronome Michael Maestlin. Il revient en 1602, rappelé par son père, qui vient d'acheter une nouvelle maison, mais est toujours en procès avec l'un de leurs voisins. Snell prépare alors deux traductions en latin. Celle du livre XXVII de la géométrie de Ramus (publié en 1604 et 1612) et celle du livre de Simon Stevin : pensées mathématiques ou Wisconstighe gedachtenissen, publié en 1608 sous le titre Hypomnemata mathematica.. En 1603, il repart pour Paris. Mais arrive trop tard pour rencontrer Viète, mort en février. Il rencontre néanmoins son élève, Jacques Aleaume, devenu ingénieur militaire du roi Henri IV. L'année suivante, on retrouve Willebrord à Cassel, à la cour du landgrave Maurice. Il entre en correspondance avec le pasteur et mathématicien Lansberge de Meulebeke. À Leyde, il reçoit la visite d'Alexander Anderson (alors ami de Jacques Aleaume).

### Premiers travaux

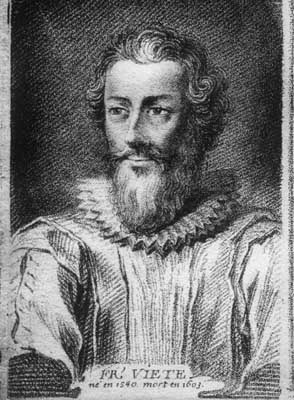
François Viète.

Le 12 juillet 1608, Willebrord présente devant l'université de Leyde une thèse philosophique dont l'érudition éblouit et qui résonne comme un hommage à la science de son père. Il est nommé magister artium. Passé cet exploit, Willebrord Snell se consacre à l'enseignement, auquel l'autorise peu à peu la ville de Leyde. À l'occasion de ces cours, il se montre opposé aux travaux de Copernic. Il se marie (sa femme s'appelle Maria de Langhe) le 1er août 1608. Il naîtra de ce mariage Jacob en 1609, une fille tôt disparue (1610-1614), Rudolph en 1614, Jannetgen en 1622 et Laurens en 1623… (18 enfants au total, dont de nombreux mort-nés).
Vers 1608, Snell commence la recomposition d'un traité perdu de Pappus. La France a son Apollonius gaulois, la Belgique le sien en la personne d'Adrien Romain ; comme ses prédécesseurs, et à la suite de l'Apollonius Gallus de Viète, il écrit un Apollonius Batavius, dont la force consiste à décrire les opérations d'Apollonius en sections de rapport ou d'aire. Dédicacé à Maurice de Nassau, le livre a exigé de Snell de grands efforts et de la méthode, ce qu'il confesse avoir puisé dans Pierre de la Ramée.
En 1610, il se munit d'un des premiers télescopes. Les détails de sa vie apparaissent dans les échanges qu'il mène avec son oncle par alliance, Amelis Van Rosendael (1557-1620).
En 1612, Snell rédige sa première œuvre en astronomie, où il décrit sa vision, au télescope, des taches solaires. L'année suivante, il succède à son père à la mort de ce dernier (en mars), en tant que professeur de mathématiques à l'université de Leyde pour un salaire avoisinant les 800 gulden. Cette année-là, il publie l'Arithmétique de Ramus et un traité sur les monnaies. En 1615 Il travaille avec les barons autrichiens Erasmus and Caspar Sterrenberg Sterrenberg, ses élèves. Il arpente la Terre selon des méthodes de triangulation issues de Gemma Frisius ou de Tycho Brahe

### Quadratures et triangulations

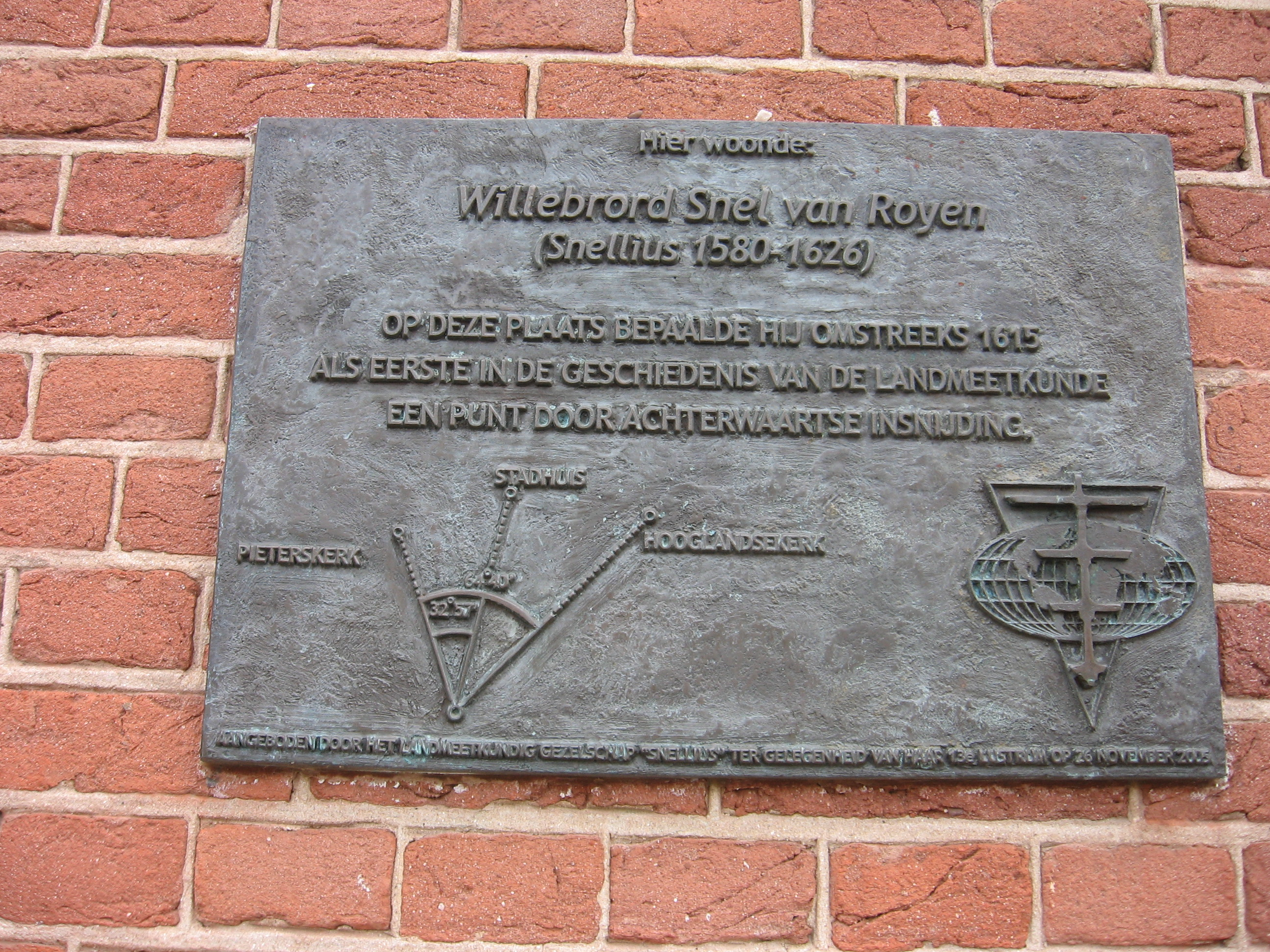
Plaque commémorative à l'emplacement de la maison de Snell, rappelant le problème de Snell.

Admirateur du travail de Ludolph van Ceulen, dont il publie en 1615 (pour le compte de sa veuve Adriana Simons) le livre posthume des Fondementa, en correspondance avec leur ami commun Adrien Romain, Snell reprend alors le flambeau allumé par Viète à la recherche d'une valeur approchée de π. En 1621, son approximation du « nombre de Ludolph » est :
 Cet encadrement, donnant 35 décimales exactes, est un record comparable à celui de Ludolph van Ceulen, en 1610. Pour cela, van Ceulen avait calculé le périmètre d'un polygone régulier de 262 côtés alors que Snell n'a besoin pour l'égaler que d'un polygone à 230 côtés. Ils dépassent ainsi, et de loin, l'approximation de Metius de {\displaystyle {\tfrac {355}{113}}}. La méthode de Snell fut reprise après lui, notamment par Christopher Grienberger pour obtenir 39 décimales et par Christian Huygens dans son De Circuli Magnitudine Inventa. Snell découvre, aux environs de cette année-là, la loi de la réfraction qui porte son nom (voir infra).
Parallèlement, il se veut en 1617 le nouvel Ératosthène batave. Il applique sa connaissance des triangles à la mesure du rayon terrestre et parvient à l'approcher sur la distance séparant les deux villes d'Alkmaar et de Berg-op-Zoom, deux cités séparées par un degré, avec une erreur de 4% selon Ian Stewart. Il s'agit de la première mesure opérée par triangulation.
Entre 1617 et 1619, il fait partie du comité, rémunéré par les États de Hollande pour étudier la méthode de navigation de Jan Hendricx Jarichs van der Ley. Le comité, où l'on retrouve Simon Stevin, Jan Pietersz Dou (1573-1635) et Melchior van den Kerckhove (nl), expérimente cette méthode en mer, et rend un avis négatif le 5 janvier 1619 mais l'année suivante, Snell juge plus favorablement du livre que Jarichs fait imprimer afin de défendre sa méthode. En 1621, il doit à nouveau se prononcer sur la méthode du navigateur Jacobsz Claes, pour lequel il se montre indulgent.

### Navigations et brève reconnaissance
Parallèlement à cette carrière mathématique, Snell continue ses ouvrages philosophiques en rendant hommage à Ramus au travers de deux ouvrages, parus en 1622 et 1626 en publiant ses traductions en hollandais de l'arithmétique et du livre XXVII de sa géométrie Meetkonst (1622). Les notations de Snell en restent cependant à l'algèbre numérique et bien qu'il rende souvent hommage à Viète, il semble que Snell, contrairement à Adrien Romain, n'ait pas compris toute la puissance qu'il pouvait tirer de l'algèbre nouvelle.
En 1624, Snell fait éditer son propre livre de navigation, il s'intitule le Tiphys Batave du nom du pilote des Argonautes. Il le dédicace aux États, et en reçoit 300 guldens. C'est dans cet ouvrage qu'il introduit les courbes loxodromiques coupant les méridiens selon un angle constant.
En 1625, il noue connaissance avec Pierre Gassendi, avec lequel il entre en correspondance (probablement à propos d'un envoi des Exercitationes Paradoxicae). Snell partage avec Gassendi le même anti-aristotélicisme, le même goût pour la recherche astronomique, que ce soit pour mesurer la Terre ou observer des comètes. Snell est également en contact avec Ismaël Boulliau et devient l'ami de quelques-uns de ses collègues de Leyde, dont Gérard Vossius et André Rivet, L'année suivante, alors que l'université s'apprête enfin à faire de lui un recteur, il meurt à l'âge de 46 ans.
Sur sa tombe, dans l'église Saint-Pierre de Leyde, est marqué :
« Hier leggen begraven Mr. Willebrordus Snellius, in sijn leven professor matheseos, sterf op den 30 Octobris 1626 ende Maria de Lange, sijn huisvrouwe, sterf op den 11 Novembris 1627,. »
Un inventaire précis de sa bibliothèque permet de bien connaître ses lectures et leurs influences sur Snell. Elle fut néanmoins dispersée, ainsi que les quadrants de sa collection d'instruments astronomiques et optiques.

## Laloi de Snellet son mérite
Bien qu'il ne soit pas assuré que Snell ait pour la première fois énoncé la loi de la réfraction, car Snell n'a pas publié explicitement cette loi (appelée désormais loi de Snell), la paternité lui en a été reconnue néanmoins sous l'influence de ses compatriotes Vossius et Huygens, qui, outré de la prétention des Français de revendiquer cette découverte pour le seul Descartes, mentionne dans ses publications, soixante-dix ans plus tard, les travaux de Snell dont il a eu connaissance par Golius.
L'intérêt de Snell pour l'optique se marque au travers des notes qu'il ne cesse de prendre (de 1611 à 1622) sur le livre d'optique de Friedrich Risner, un des élèves de Ramus. Il effectue également (en 1621) des expériences sur les miroirs concaves et convexes. Un manuscrit non daté (1625 ? ), mais vraisemblablement de sa main (d'après C. de Waard) et dormant dans la bibliothèque de l'université d'Amsterdam conserve néanmoins le premier énoncé (en Europe, et sans démonstration) de cette loi. Selon Mersenne, Snell désirait publier ce résultat quand la mort l'en a empêché. Voetius en a eu communication ainsi que Golius, et par lui Huyghens. Les Anglais pour leur part affirment que le mathématicien et astronome Thomas Harriot possédait ce résultat dès 1602.

## Œuvres

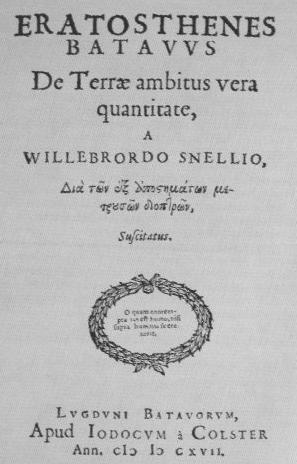
De terrae ambitûs vera quantitate.

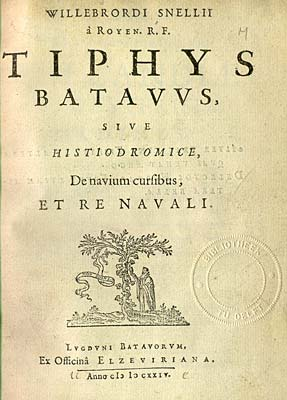
Tiphys Batavus, sive Histiodromice, de navium cursibus, et re navali.

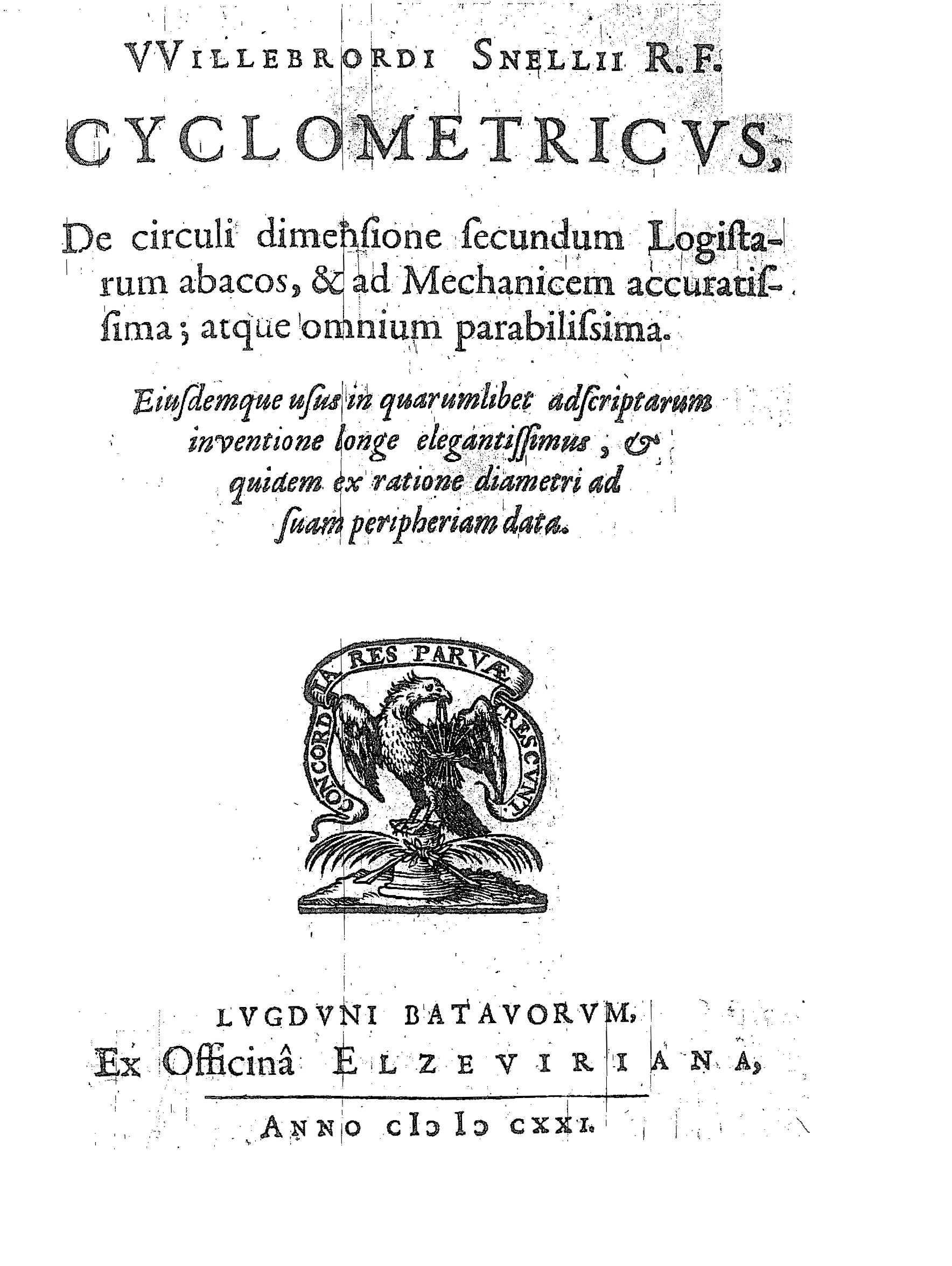
Cyclometricus, 1621

- (la) Apollonius Batavus, Leyde, 1608. Dans cet ouvrage, Snell tente de reconstituer la solution d'Apollonius de Perga au problème de la « section déterminée ».
- (la) De re nummaria dissertatio (1616), imprimé avec un ouvrage posthume du même nom de Joseph Juste Scaliger. Édité par Raphelengius, à Leyde[16]. Seule la seconde partie (page 113) est de Snell. Il s'agit essentiellement d'un livre sur les monnaies de l'Antiquité.
- (la) De terrae ambitûs vera quantitate[17],[18] sous nom d'auteur l’Ératosthène batave, imprimé chez Jodocus Van Colster à Leyde en 1617, en deux livres et 260 pages. Cet ouvrage est consacré aux mesures de la Terre. C'est dans ce livre qu'il mesure la distance séparant Alkmaar de Berg-op-Zoom (voir supra). Cet ouvrage a été étudié par Pieter van Musschenbroek, mais ce travail a été suspecté de falsification par Nicolaas Dirk Haasbroek (nl), qui l'a rétabli avec exactitude[1],[2].
- (la) Coeli et siderum in eo errantium observationes Hassicae, Lugduni Batauorum, Joost van Colster, 1618 (lire en ligne) Ce livre contient les observations astronomiques du landgrave Guillaume IV de Hesse.
- (la) Cyclometricus, de circuli dimensione, Lugduni Batavorum, Matthijs Elzevier, Bonaventura Elzevier, 1621 (lire en ligne)[19]. Consacré au calcul approché de π (voir supra). Snell y manie la notation {\displaystyle {\sqrt {}}} mais travaille essentiellement dans une algèbre numérique, ignorant la spécieuse. Il parvient ainsi, après 55 pages de calcul sur les polygones inscrits dans le cercle à un encadrement de π comparable à celui de Ludolph van Ceulen, auquel il rend de vibrants hommages[4].
- (la) Tiphys Batavus, sive Histiodromice, de navium cursibus, et re navali édité en 1624 chez les Elzevir à Leyde[20]. Il s'agit d'un manuel de navigation tentant de donner des tables loxodromiques.
- (la) Doctrinae triangulorum canonicae libri quatuor, Lugduni Batavorum, Joannes Maire, 1627 (lire en ligne) Un traité de trigonométrie[21], édité chez Jean Maire de Leyde, ce livre posthume est signé de Snell et d'Hortensius qui en fit exécuter la publication. Il s'ouvre sur deux poèmesrendant hommage à l'exécuteur testamentaire. Snell y cite notamment François Viète (pages 17 et 35) et Adrien Romain mais aussi Ramus (page 92) ; il se sert de l'abréviation Tang pour tangente, et travaille avec les sinus, abrégé parfois en sin, mais toujours sous forme numéreuse. Enfin, il mesure les angles en degré , gradus en latin. On trouve dans cet ouvrage de la géométrie du cercle, du triangle et de la sphère (à partir de la page 109), et des triangles sphériques dans le but avéré de résoudre des problèmes de nature astronomique.

On connaît d'autre part quelques œuvres du père de Snell, dont (la) De sermonis abscissione, imprimé à Leyde en 1607 chez Hermann Muller et dédicacé à Simon Stevin.

## Hommages

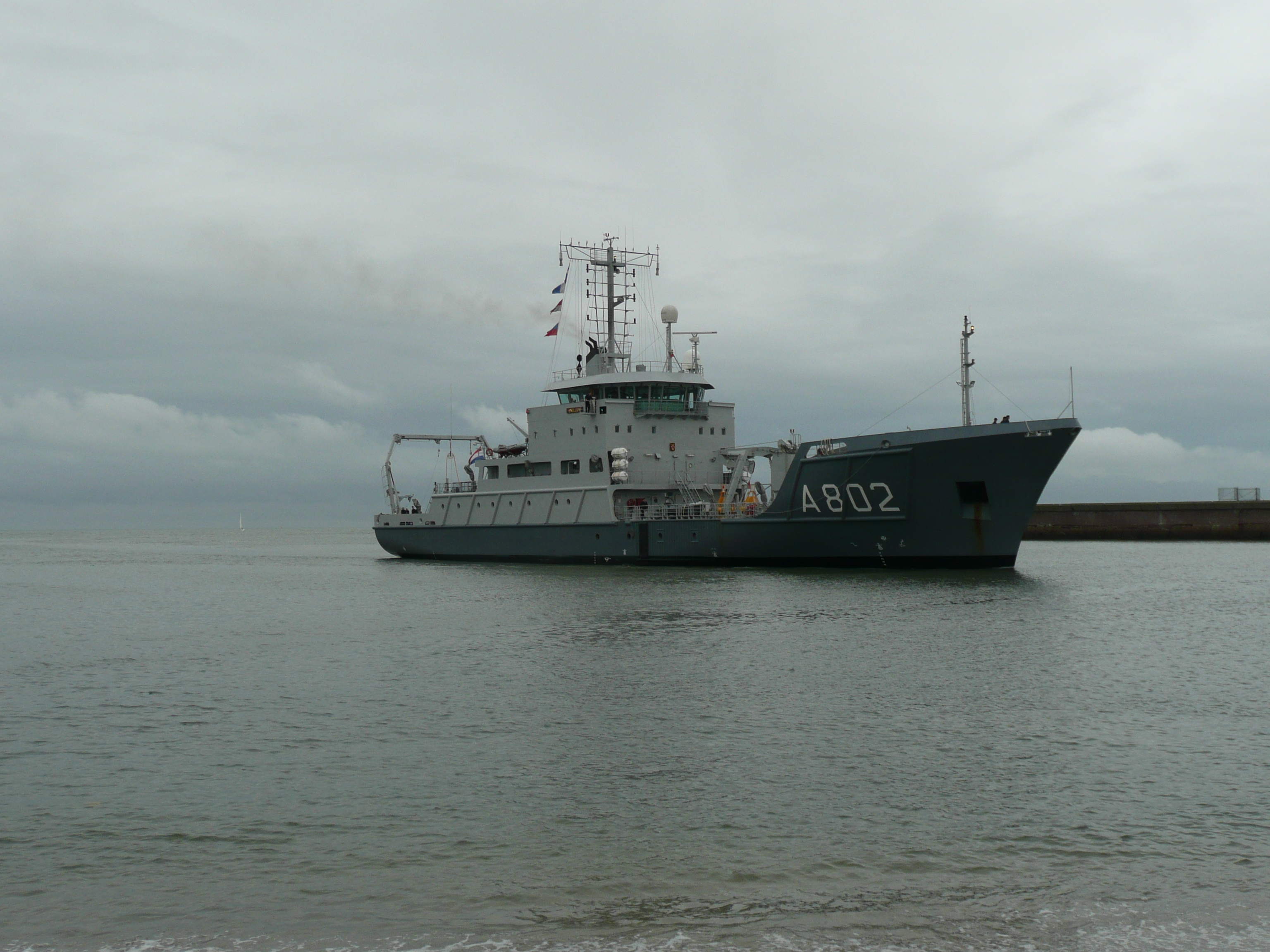
Le bateau hydrographique d'enquête de classe de 2 A802 Snellius.

Indépendamment de la loi qui porte son nom, la postérité a reconnu de grands mérites à Snell, notamment au travers de ses reconstructions géométriques des anciens mathématiciens grecs. De nombreux mathématiciens : Marino Ghetaldi, Alexander Anderson, Pierre Hérigone, Pierre de Fermat, Mersenne, Frans Van Schooten, John Lawson, Robert Simson l'ont apprécié – quand ils ne s'en sont pas inspirés. Que ce soit ses apports dans le domaine de la navigation, de la géodésie, de la géométrie ou de l'optique, Snell mérite bien le cratère lunaire qui lui est consacré.
La Hollande a donné nom à un navire hydrographiquedont une version moderne a été mis en circulation en 2003, et au bâtiment du Centre informatique de l'institut de Leyde,.